# Cipocok Jaya (plaats)
Cipocok Jaya is een bestuurslaag in het regentschap Serang van de provincie Banten, Indonesië. Cipocok Jaya telt 12.286 inwoners (volkstelling 2010).